# محمد العلوي
محمد العلوي (18 أغسطس 1981 -)، ممثل كويتي. اشترك في عدد من الأعمال الفنية. قُتل والده سيد هادي العلوي في معركة القرين الشهيرة فبراير 1991 وهو من ضمن شهداء الكويت اثناء الغزو العراقي.

## أعماله

### في التلفزيون
- المواجهة
- أجندة
- عديل الروح.
- البارونات.
- رسائل من صدف.
- الرهينة.
- الملكة.
- مذكرات عائلية جداً.
- عيون الحب (مسلسل)
- للحب كلمة.
- غريب بين أهله.
- خمس بنات.
- دموع الأفاعي
- حضن الشوك
- أم هارون (رمضان 2020)
- مانيكان
- الناجية الوحيدة
- روز باريس[1]

### في المسرح
- مسرحية الاسود

مسرحية سالي
مسرحية غدير راعية الجمال
مسرحية مصنع الكارتون
- سندريلا.
- عالم اوز.
- التوائم السبعة
- تانيا.[2]

أعمال وطنيه
أوبريت حكامنا في القلب ((محمد العلوي وهيا عبد السلام))
أوبريت حكامنا واحلامنا ((محمد العلوي وهند البلوشي))

## روابط خارجية
- محمد العلوي على موقع قاعدة بيانات الأفلام العربية